# Sacculina gibbsi
Sacculina gibbsi is een krabbezakjessoort uit de familie van de Sacculinidae. De wetenschappelijke naam van de soort is voor het eerst geldig gepubliceerd in 1867 door Hesse.